# Pensionnat Jean-Baptiste-de-La-Salle (Rouen)
Le pensionnat Jean-Baptiste-de-La-Salle est un ensemble scolaire situé à Rouen regroupant une école maternelle et élémentaire, un collège et un lycée d'enseignement général.
Établissement catholique d'enseignement sous contrat d’association avec l’État, il relève de la tutelle congréganiste des Frères des écoles chrétiennes et appartient au réseau lasallien.
Initialement fondé en 1874, rue de la Chaîne, au pied de la cathédrale de Rouen, il rejoint sa localisation actuelle au 84 de la rue Saint-Gervais en 1880.

## Historique

### XIXesiècle
Fondé en 1874 par les Frères des écoles chrétiennes, le pensionnat Jean-Baptiste-de-La-Salle se rattache à un lointain passé, tant historique que local. En effet, c’est à Rouen que le chanoine Jean-Baptiste de La Salle (1651-1719), lui-même a créé, en 1705, le pensionnat de Saint-Yon en même temps que jeté les bases de son Institut qui rayonne à présent à travers le monde. Cette institution devait disparaître avec la tourmente révolutionnaire, en 1791. Les élèves et les frères sont alors dispersés, leurs biens confisqués ; l’Institut des frères ayant été supprimé par le décret du 18 août 1792.
L'institut se reconstitue en France dès les premiers jours du rétablissement de la paix religieuse, en 1802. Mais ce n’est qu'en 1819, à la demande du maire de Rouen, le baron Élie Lefèvre, que les frères revinrent à Rouen. La ville de Rouen leur accorda d’abord la direction de nombreuses écoles municipales qu'elle subventionnât. En 1829, le conseil général de Seine-Inférieure leur confia la première école normale primaire officielle, pour la formation de jeunes instituteurs laïques et l’installait dans l'ancien couvent de Saint-Lô. En 1860, outre l’école normale, Rouen comptait neuf écoles de frères – dont l’école de l'aître Saint-Maclou et l’école Bellefonds - qui accueillaient plus de 3 000 élèves sous la conduite d’une soixantaine de frères.
Malgré leurs tentatives, les frères ne purent récupérer les biens confisqués lors de la Révolution, en particulier le manoir de Saint-Yon, transformé entre-temps en asile d’aliénés.
En 1873, des industriels et des commerçants rouennais manifestèrent le désir de voir s'ouvrir à nouveau un établissement où leurs fils recevraient, avec l’éducation religieuse, une culture appropriée aux carrières nouvelles, nées du progrès technique. Sous la direction du frère Ambroisin, venant du pensionnat de Passy, le « pensionnat Notre-Dame » ouvre ses portes le 20 octobre 1874 au 23, rue de la Chaîne. En annonçant l'ouverture de cet établissement, la Semaine religieuse (n° du 3 octobre 1874) précisait qu'il recevrait des pensionnaires et des demi-pensionnaires, et formerait des élèves destinés au commerce et à l'industrie, en leur procurant de fortes études. Le programme des études embrassera tout ce qui est nécessaire pour préparer les jeunes gens aux professions commerciales, industrielles et administratives, aux écoles vétérinaires et à celles des Arts et Métiers.
Les 16 garçons internes accueillis en 1874 laissent bientôt la place à 250, en 1879. L’ancien hôtel de la rue de la Chaîne s’est vite révélé exigu, un transfert en des locaux plus vastes s’imposait. Le choix du frère directeur se porte alors sur une usine de tissage appartenant à la famille Gilles, rue Saint-Gervais. La porte cochère portait déjà l'emblème qu'on y remarque aujourd'hui, l'étoile à cinq branches, prise par les frères pour symbole de l'esprit de foi qui caractérise leur Institut. Son acquisition par une société civile fut conclue pour le prix de 350 000 francs.
Le 4 octobre 1880, le nouvel établissement ouvre ses portes à 350 élèves et prend le nom de « pensionnat des Frères des écoles chrétiennes ». Il gardera cette dénomination pendant cinq ans et en 1885, il est définitivement baptisé « pensionnat Jean-Baptiste-de-La-Salle ». En 1883-1884, il compte 440 élèves.
En 1888, quand le pape Léon XIII béatifie Jean-Baptiste de La Salle, les frères ont doté le pensionnat d’une vaste chapelle néo-romane, œuvre de l'architecte rouennais Marie-Eugène Barthélémy, capable d'accueillir les élèves de l’établissement, et d'abriter les reliques du fondateur.
Dix ans plus tard, conçue par le même architecte, une nouvelle aile qui prolonge le bâtiment de l'usine Gilles jusqu'à la rue du Roi, enjambant la rue « Chasse-Marée » est inaugurée. Cette aile abrite actuellement la majorité des classes du collège et de l'école primaire.

### XXesiècle
Le 7 juillet 1904, une loi interdit l'enseignement aux congrégations enseignantes. Au pensionnat, quelques frères prennent le chemin de l’exil, d’autres, décident de demeurer sur place en « sécularisés ». Le pensionnat étant la propriété d’une société anonyme, donc insaisissable par l'État, il rouvre ses portes le 4 octobre avec un personnel « non congréganiste » constitué d'une vingtaine de frères « sécularisés » sous la direction de M. Charles Collier (frère Adolphe-Joseph). À la même époque, le reliquaire du fondateur, conservé dans la chapelle, prend également le chemin de l’exil en même temps que la maison-mère, en Belgique, à Lembecq-les-Hall. Les reliques sont transférées définitivement en 1937 dans la chapelle de la Maison Généralice, nouvellement construite via Aurelia à Rome.
À l'initiative de professeurs, une conférence Saint-Vincent-de-Paul locale est créée en 1904.
Le 15 mai 1912, les frères du pensionnat prennent à bail pour plusieurs années, le manoir de Marbeuf et sa chapelle historique du XVIe siècle, la chapelle de Notre-Dame-de-la-Paix, qui ont vu passer la reine Anne d'Autriche et le poète Pierre de Marbeuf. La propriété située à Sahurs près de Rouen, inhabitée depuis plusieurs années, devient alors centre de retraites pour les professeurs laïques et les grands élèves, et maison de repos pour les frères le temps des vacances.
Pendant la Première Guerre mondiale, une grande partie des locaux du pensionnat est réquisitionnée et devient l'hôpital auxiliaire no 1, afin d’y soigner les blessés de guerre.
Après la Première Guerre mondiale, l’esprit est à la réconciliation nationale, une certaine tolérance s’installe peu à peu, les congrégations enseignantes furent de nouveau autorisées, et les frères, à Rouen comme ailleurs, purent à nouveau exercer ouvertement leurs ministères auprès des jeunes sans être inquiétés. Une plaque de marbre rappelle alors que les « sécularisés » préposés au maintien du pensionnat ne renoncèrent jamais à leur filiation. Ils fêtèrent en 1919 sous la présidence du cardinal Dubois, archevêque de Rouen, le bicentenaire de la mort de saint Jean-Baptiste de La Salle. Deux cents anciens élèves avaient péri pendant la guerre à peine terminée.
Le pensionnat Jean-Baptiste-de-La-Salle, fondé en 1874, attendit l'année 1925, pour célébrer ses « Noces d'Or », l'anniversaire de l'inauguration de la fontaine Jean-Baptiste-de-La Salle, œuvre de Alexandre Falguière, située place Saint-Clément à Rouen, remise en état par la ville de Rouen. Les cérémonies sont présidées par Mgr André du Bois de La Villerabel, archevêque de Rouen et  Georges Goyau, membre de l'Académie française. À cette occasion, une troupe de théâtre de Paris, interprète Mademoiselle de La Seiglière de Jules Sandeau dans la salle des fêtes.
Pendant les deux guerres mondiales, les locaux sont en grande partie, réquisitionnés : par la Société de secours aux blessés militaires (SSBM) en 1914, par la Wehrmacht en 1940. Néanmoins, à chaque fois, la vie scolaire continue avec un nombre restreint d’élèves et de grandes difficultés. 
Les bombardements de Rouen en 1944 n’épargnent pas le pensionnat, le bâtiment dit de « l’infirmerie » (ancienne demeure de la famille Gilles) est très endommagé, il est démoli en 1950 et la terrasse réduite de moitié.
Le 4 février 1950, l'opérette La Merlurette, est donnée dans la salle des fêtes du pensionnat sous la direction de Pierre Villette. La même année, le pape Pie XII fait de saint Jean-Baptiste de La Salle, le patron des éducateurs et le conseil municipal de Rouen donne à la place Saint-Gervais, sur laquelle s’élèvent la chapelle et une partie de la façade du pensionnat, le nom de « place Jean-Baptiste-de-La-Salle ».
Dans les années 1960, un nouveau bâtiment avec foyer et des chambres individuelles apporte aux élèves de terminales des commodités jusqu’alors inconnues, cependant que la salle des fêtes, située au rez-de-chaussée de chapelle, se transforme en salle de sport et que les laboratoires se dotent d’un matériel moderne.
Au début des années 1980, le nombre des élèves augmentant considérablement pour avoisiner les 1 500, la construction de nouvelles classes s'impose ; le « bâtiment rouge » est construit  sur la cour du haut, en bordure de la rue Legendre. 
Le temps des grands dortoirs est révolu et dans la mesure du possible, au fil des années, les conditions d’hébergement sont modifiées et modernisées. Des maisons sont acquises en périphérie de l'établissement et aménagées en maisons d’internes. L'internat atteint son apogée dans les années 1990 et accueille jusqu'à 350 internes.
En 1989, la bibliothèque devient le centre de documentation et d'information (CDI) et ses 12 000 ouvrages prennent place dans les 300 m2 d’un ancien dortoir. La même année, le pensionnat, de garçons jusqu'alors, adopte le principe de la mixité.
En 1994, se présente l'opportunité d’acquérir les anciens locaux de l'Institut national de la boulangerie pâtisserie situés au 5, rue d'Herbouville et d'y développer un enseignement post-bac.

### XXIesiècle
Parallèlement, les locaux de la rue d'Herbouville deviennent une annexe d'un lycée dont les effectifs, de plus en plus à l'étroit dans le site historique du pensionnat, vont croissant. Dans un premier temps, les laboratoires de sciences physiques et de chimie y sont aménagés. D'importants travaux reprennent en 2007 et permettent l'aménagement d’un pôle SVT moderne, en adéquation avec les exigences pédagogiques actuelles.
Au début de l'année 2007, la direction diocésaine de l'Enseignement catholique confie à la direction de l'établissement la reprise de deux classes de maternelles de l'école Sainte-Madeleine située rue de Lecat à Rouen. Une école maternelle, est construite au cours de l'année 2010 sur le site du pensionnat et ouvre ses portes lors de la rentrée de septembre 2010.
En 2016, sont lancées les constructions d'un nouvel internat : la maison Saint-Yon et de nouveaux locaux d'enseignement qui abritent les classes de seconde : le pavillon Edward Montier. En 2017, la maison Parménie est rénovée. En 2018, les travaux se poursuivent avec la rénovation de la maison Bellefonds qui accueille les classes de 3e et un internat, et entreprise également la rénovation de l'aile Falguière, en hommage au sculpteur Alexandre Falguière, auteur en 1875 de la statue de la fontaine Jean-Baptiste de La Salle, située place Saint-Clément à Rouen, à proximité de l'ancien manoir de Saint-Yon.

## La chapelle du pensionnat

### Fondation

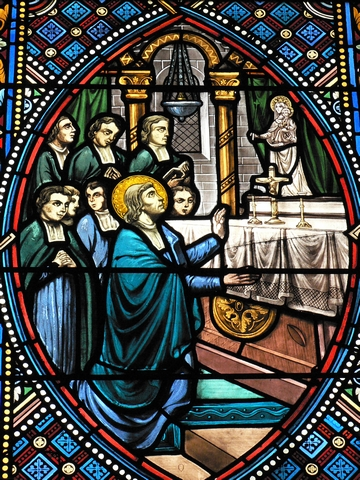
Vitrail de la chapelle des reliques.

Jean-Baptiste de La Salle meurt, à 68 ans, le Vendredi saint 7 avril 1719 à Saint-Yon, sur la rive gauche de Rouen. Il est alors d'abord inhumé dans la chapelle Sainte-Suzanne de l’église Saint-Sever,, puis, le 7 juillet 1734 dans la chapelle du manoir de Saint-Yon construite entre 1728 et 1734.
À la Révolution, en 1793, sa sépulture n’échappe pas à la profanation, tandis que le pensionnat de Saint-Yon est fermé et la communauté des frères dispersée, leurs biens confisqués.
Le 30 juin 1881, les ossements de Jean-Baptiste de La Salle, sont transportés au pensionnat. En vain, les supérieurs demandent à Rouen, avec la permission de Rome, que ces précieux restes soient conservés à la maison-mère située 27, rue Oudinot, à Paris. Considérant le Pensionnat comme la suite morale de Saint-Yon, ils optent pour le Pensionnat.
En 1888, lors de la béatification du vénérable Jean-Baptiste de La Salle, par le pape Léon XIII, les frères dotent le pensionnat d'une vaste chapelle néo-romane capable d’accueillir les élèves de l’établissement, et d’abriter les précieuses reliques du fondateur. En effet selon toute vraisemblance, le pensionnat ne posséderait pas une si belle chapelle s’il n'avait eu l'insigne honneur de garder ces reliques. La translation solennelle des reliques est effectuée dans la chapelle du pensionnat, récemment construite. Un triduum solennel est célébré au pensionnat les 12, 13 et 14 juin. Le père Monsabré, ancien élève des frères, prononce le panégyrique du Bienheureux à la cathédrale de Rouen, avec un programme musical exécuté par le compositeur Charles Gounod et l'organiste Alexandre Guilmant. De 1888 à 1905, la châsse contenant les ossements repose sous l’autel de la chapelle des reliques, à gauche en entrant dans la nef.

### Caractéristiques architecturales

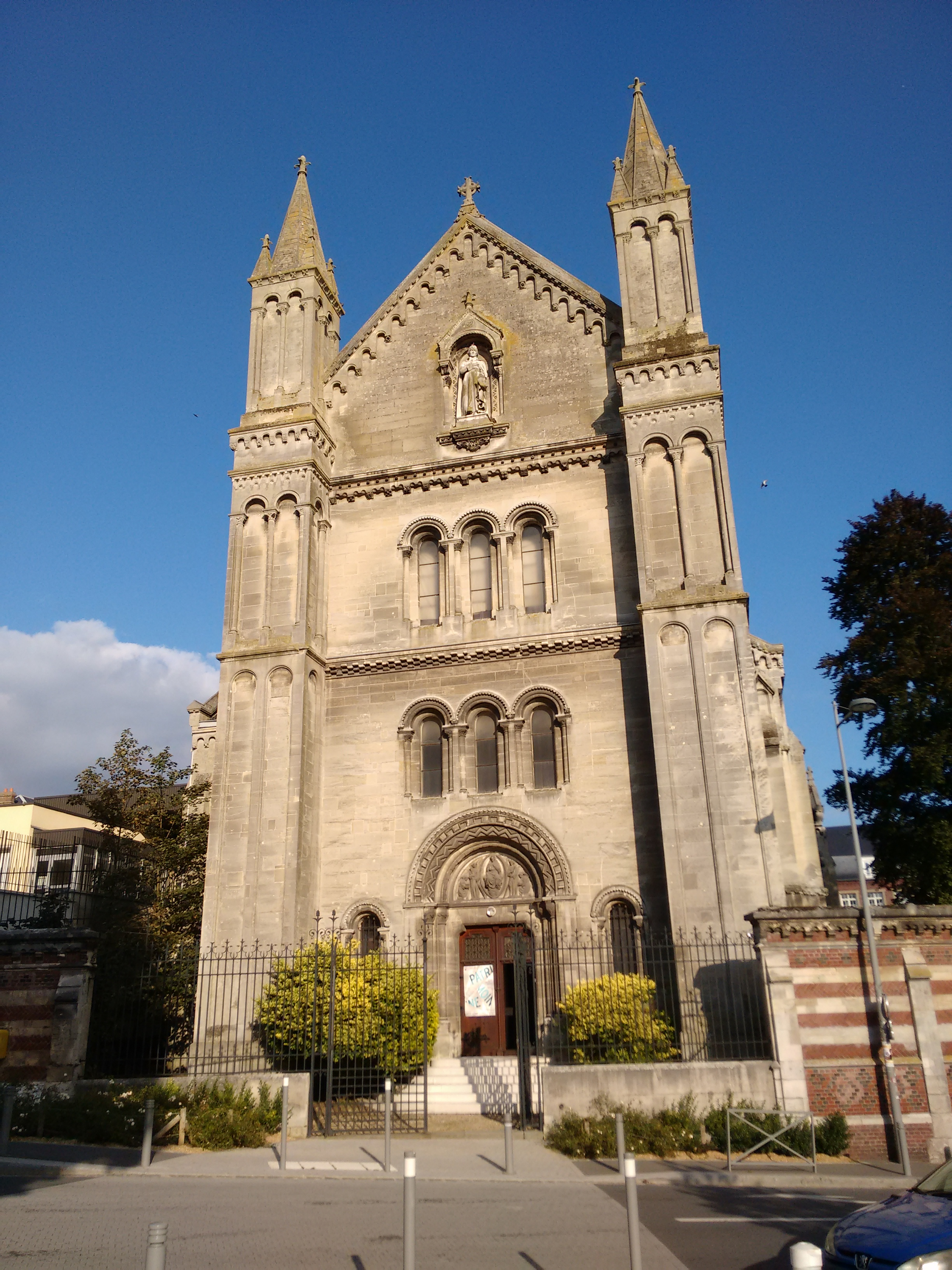
Façade de la chapelle donnant sur la place Jean-Baptiste-de-La-Salle

Le parchemin qui relate la pose de la première pierre (19 juillet 1887) nomme d’abord l’architecte rouennais Marie-Eugène Barthélémy (1826-1900). C’est lui-même qui décrit son œuvre – la chapelle – de la façon suivante :

« Le plan et les détails de l’édifice ont été inspirés par le plus beau type de l’époque romane. Le monument entier construit en pierre de taille repose sur un soubassement à l’usage de salle de conférence privée.

Il présente sur la place Saint-Gervais un portail flanqué deux grandes pyramides carrées, rappelant quelques souvenirs de l'abbaye Saint-Georges de Boscherville.

La porte à voussures chevronnées, est ornée, dans son tympan, du Sacré-Cœur en bas relief, entouré des anges chargés des emblèmes de la Passion du Christ. Au-dessus, deux étages de fenêtres géminées éclairent le vestibule et la tribune. Plus haut, la statue du Bienheureux, sur un pignon avec arcatures et corbeaux variés, et couronné de la croix nimbée.

Lorsqu'on monte le perron, un escalier à rampe ajourée donne accès à cette chapelle, et tout d'abord au sanctuaire du Bienheureux dont les murailles ont reçu des décorations spéciales à l'encadrement des ex-voto.

L'édifice est d’une seule nef, en forme de croix latine, accompagnée d'ambulatoires qui permettent une facile circulation en dehors des piliers, et les deux bras servent de porches d’accès pour les élèves du pensionnat.</* XIXe siècle */ br />
Le chœur, de forme circulaire, est pavé en mosaïque, décoré d'arcatures, frises et corbeaux variés. Dans le fond, un édicule avec voussure et imbrications devra supporter un reliquaire. Au-dessus s'élève la statue du Sacré-Cœur.

La nef et le chœur 1ere moitié du XXe siècle à droite, l'oratoire privé, conçu dans le même style, est relié au sanctuaire par deux grandes arcades, et la sacristie termine en hémicycle le pourtour absidal.

L'ensemble de cette chapelle offre une longueur de 42 mètres sur une largeur de 14,40 m et une hauteur sous voûte de 14 mètres.

Elle présente une série d’arcades plein cintre, surmontées d'un triforium, le tout assez sobre ornementation, mais d'une grande variété dans la sculpture des frises, chapiteaux et nervures des voûtes à pointes de diamant, signes caractéristiques de l'époque.

La tribune s'élève au-dessus de la première travée de la nef, supportée par des colonnes monolithes et couronnée d'une balustrade à jour.

Si on regarde l'édifice vers son chevet extérieur, on remarque la statue de la Vierge-Mère, qui en domine la partie supérieure et le poinçon de l'abside est surmonté d'un ange en bois recouvert de plomb martelé et doré.

Le mobilier se compose de trois autels, des statues dupoin Sacré-Cœur, de la Sainte Vierge, de saint Joseph et de l’archange saint Michel et d’un chemin de croix, le tout en pierre blanche et fine.

La chaire et les bancs des élèves sont en bois de chêne, les lampadaires en bronze, les grilles en fer forgé, le tout dans le même style.
Les vitraux du chœur rappellent les scènes principales de la vie de Notre-Seigneur; et dans les bas-côtés, des médaillons dans un cadre de grisailles représentent les douze Apôtres dans leur martyre ou travaux de prédication. »

Le ferronnier rouennais Ferdinand Marrou réalise les épis de toiture, aujourd'hui disparus.
L'historien rouennais, Charles de Robillard de Beaurepaire, ayant guéri au cours d'une grave maladie à la suite de l'invocation de Jean-Baptiste de La Salle, offrit à la communauté un fragment de la pierre tombale, qui avait échappé aux destructions révolutionnaires de la chapelle de Saint-Yon où le sépulcre se trouvait précédemment.
En voici le texte restitué :

« Ici repose Messire Jean-Baptiste de La Salle, prêtre, docteur en théologie, ancien chanoine de l’église Notre-Dame de Reims, instituteur des Frères des écoles chrétiennes, qui a brillé dans la pratique de toutes les vertus, surtout par la charité qui l’anima pour tous ses Frères. »

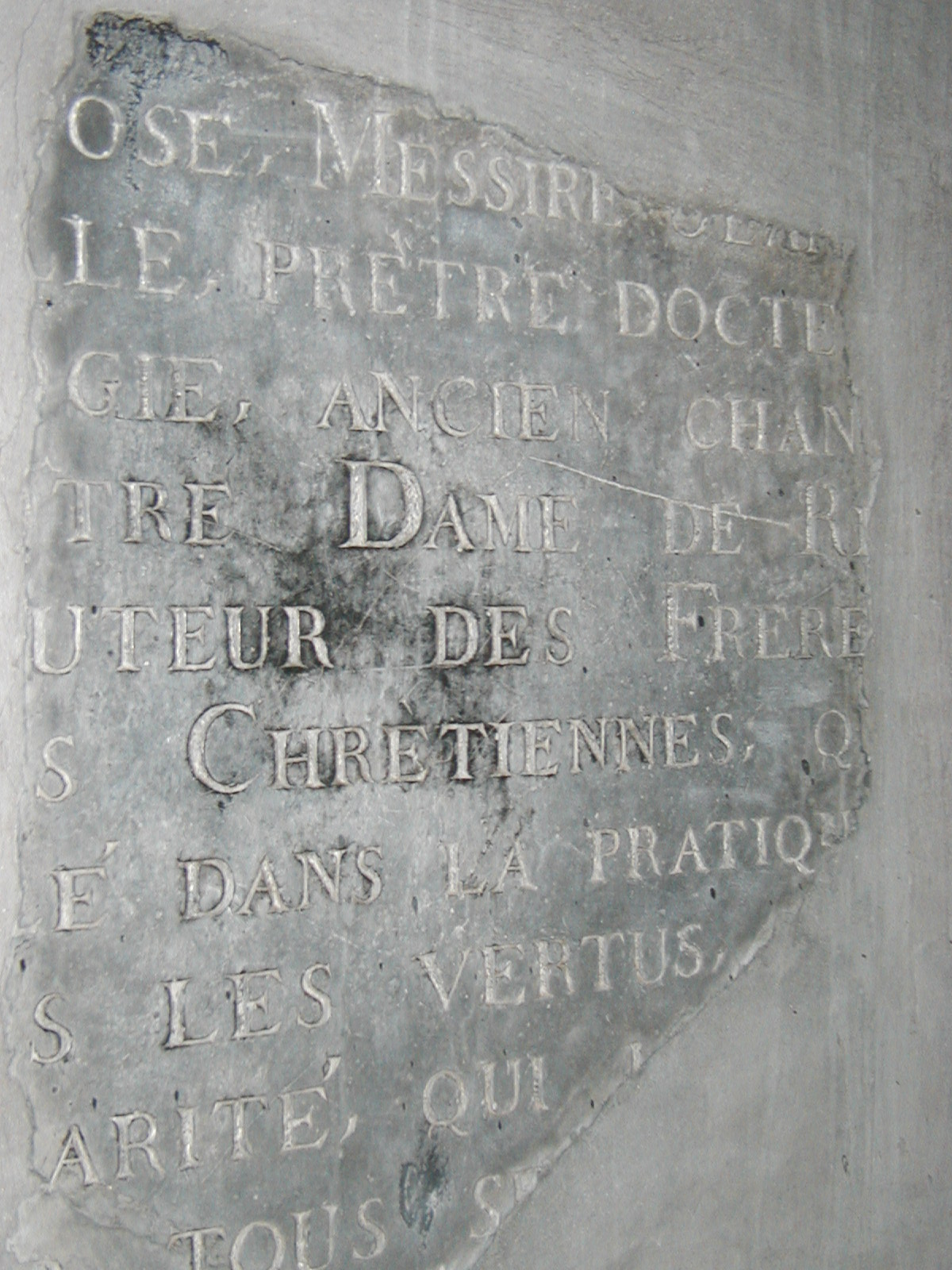
Fragment de la pierre tombale.

Au-dessus de l'autel de la chapelle des reliques, une statue en marbre du fondateur datant de 1897, œuvre du sculpteur italien Cesare Aureli (1844-1923) succède en 1948 à une statue du saint d'après Émilien Cabuchet. De nombreux ex-votos qui témoignent de la piété des fidèles et de leur confiance en l’intercession de saint Jean-Baptiste de La Salle ornent ses murs.
Mgr Jourdan de la Passardière, évêque auxiliaire de Rouen, consacre les autels en 1890 ; et en 1900, on inaugure l’orgue Merklin offert par souscription.
En 1900, lors de la canonisation du saint, une autre solennité lui est consacrée avec panégyrique par Mgr Fuzet ; la foule défile pendant quatre jours devant sa châsse, rue Saint-Gervais et à la cathédrale.
La châsse passe dans l'église Saint-Gervais au moment des lois de séparation des Églises et de l'État en 1905 qui chassent de France les religieux enseignants. Après divers transferts, elle est transférée dans la chapelle de la Maison généralice, via Aurelia, à Rome en 1937. À cette occasion, une relique de choix, en guise de compensation, est concédée par le frère Junien-Victor, supérieur général des frères à la communauté des Frères de Rouen. Elle est maintenant visible dans une niche, dans le chœur de la chapelle.
La Seconde Guerre mondiale épargne miraculeusement l'édifice alors qu'une aile de l’immeuble du 84 est sévèrement touchée. Les bombardements détruisent les vitraux, ils sont rétablis entre 1951 et 1956 par le maître verrier Gabriel Loire de Chartres. En tout 220 m2 de vitraux (90 baies) suivant la technique de la dalle de verre (22 mm d’épaisseur et un verre coloré dans la masse) taillée à la marteline (sorte de marteau) et sertie par un mortier.
En décembre 2016, l'Institut des Frères y met en dépôt, le tabernacle qui ornait au XVIIIe siècle le maître-autel de la chapelle de Saint-Yon. Il était auparavant conservé dans les collections de l'hôtel de La Salle à Reims.
Entre 2023 et 2025, l'organisme de gestion de l'établissement a entrepris une vaste campagne de restauration de l'édifice (ravalement des façades, charpente et toiture).

### Orgue de tribune

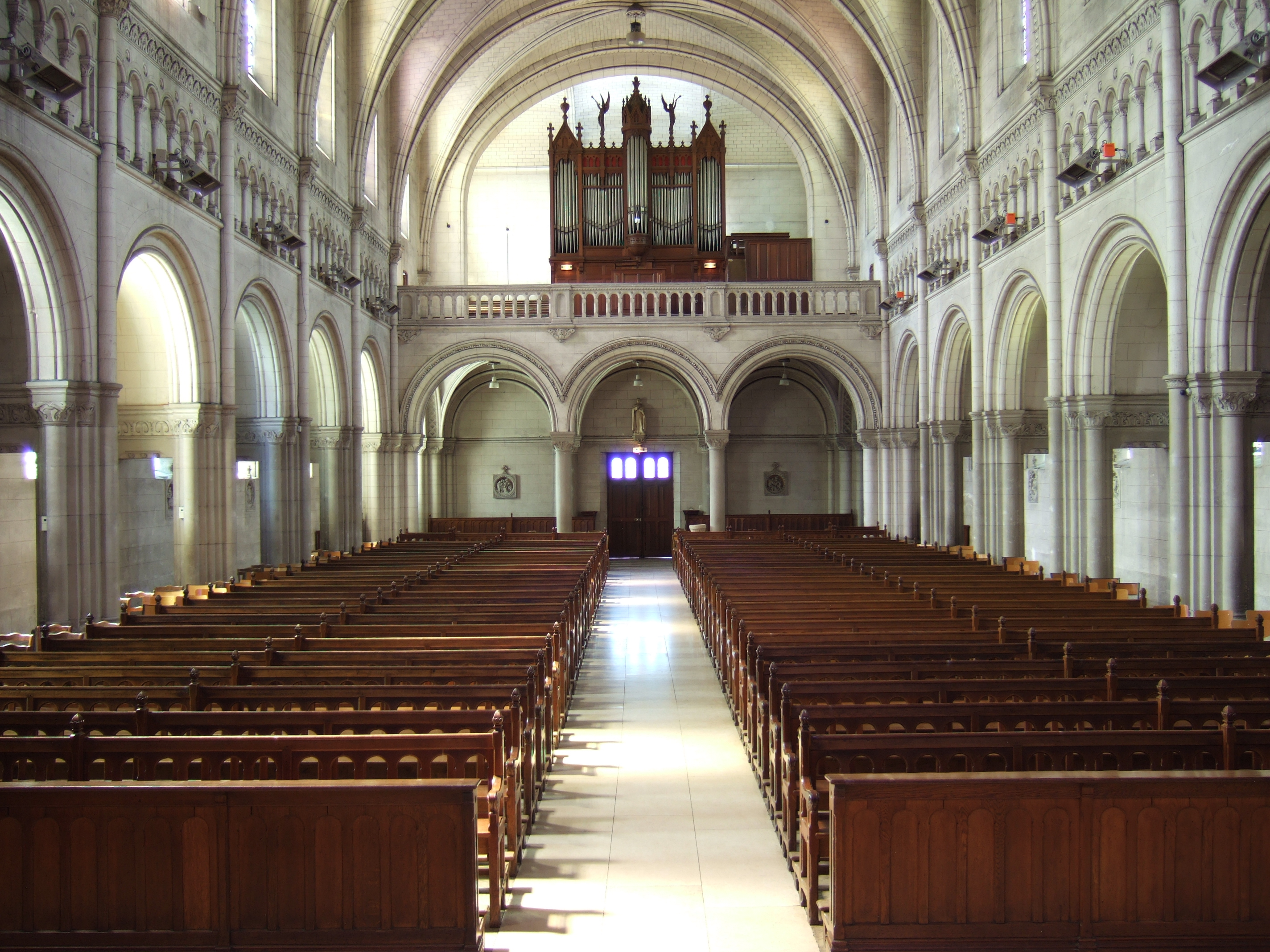
Nef et orgue de tribune de la chapelle.

Lors de la canonisation du fondateur, une souscription est lancée par l'Amicale des anciens élèves pour doter la chapelle d'un grand orgue. Le choix se porte sur un instrument issu des ateliers du facteur d'orgue Joseph Merklin. Le 6 mai 1900, l'instrument est inauguré par Henri Dallier, compositeur et organiste de Saint-Eustache à Paris,.
Ses caractéristiques techniques sont les suivantes :
- 2 claviers manuels de 56 touches et pédalier de 30 marches
- trémolo récit
- appel et renvoi trompette
- transmissions mécaniques des notes et des jeux

| Composition des jeux       |                                 |                     |
| (I) Grand Orgue (56 notes) | (II) Récit expressif (56 notes) | Pédalier (30 notes) |
| Bourdon 16'                | Viole de gambe 8'               | Soubasse 16'        |
| Montre 8'                  | Cor de nuit 8'                  | Flûte 8'            |
| Bourdon 8'                 | Voix celeste 8'                 |                     |
| Flûte harmonique 8'        | Flûte octaviante 4'             |                     |
| Prestant 4'                | Nasard 2' 2/3                   |                     |
|                            | Basson hautbois 8'              |                     |
|                            | Trompette harmonique 8'         |                     |

## Événements marquants
- 1874 : fondation du pensionnat Notre-Dame
- 10 juillet 1904 : décret de fermeture du pensionnat à la suite de la loi du 7 juillet 1904[44] qui interdit tout enseignement congréganiste.
- 27 août 1944 : lors du bombardement de Rouen, neuf bombes intra-muros, quatre à l'extérieur, n'atteignirent aucune des parties vitales du pensionnat et ne firent aucune victime.
- 1974 : centenaire du pensionnat. Concert de John Littleton.
- 6 janvier 2004 : messe en mémoire des victimes de l'accident d'avion de Charm el-Cheikh, dont deux élèves de l'établissement et leur famille et un ancien élève.
- 12 septembre 2008 : messe en mémoire de Valentin, 16 ans, élève de 1re ES1 qui s'était suicidé.
- 25 mars 2011 : inauguration des locaux de l'école maternelle Jean-Baptiste-de-La Salle.
- 2015 : inauguration de l'espace Charles-Collier.
- 5, 6, et 7 avril 2019 : Inauguration de la cité scolaire et célébrations rouennaises du Tricentenaire lasallien[45].
- 25 septembre 2024: Ouverture du Cadran, nouveau CDI qui abrite en son sein un espace numérique, un auditorium et 4 salles de travail.
- 14 octobre 2024: Lancement du jubilé du 150e anniversaire de la fondation du pensionnat.

## Échanges linguistiques
- St John College de Cardiff, au Pays de Galles, (maîtrise Jean-Baptiste de La Salle) ;
- Colegio La Salle San Ildefonso, à Santa Cruz de Tenerife, île de Tenerife, Îles Canaries ;
- City of London school for Girls, à Londres ;
- Mansfield state High School à Brisbane, en Australie ;
- Stiftung Louisenlund, en Allemagne ;
- Universidad La Salle Pachuca, au Mexique ;
- High Gate School, à Londres.
- Colegio La Salle Virgen del Mar à Almería, en Espagne;

## Examens
Le lycée Jean-Baptiste-de-La-Salle prépare au baccalauréat général.
Les enseignements de spécialités en première :
- Mathématiques,
- Sciences physiques,
- Sciences de la vie et de la terre (SVT),
- Langue, littérature et culture étrangère,
- Sciences économiques et sociales (SES),
- Humanités, littérature et philosophie  (HLP),
- Histoire géographie, géopolitique et sciences politiques (HGGSP).

En parallèle, il propose :
- le FCE (First Certificate in English), aux élèves de première, anglophone seulement ;
- l'IELTS (International English Language Testing System) aux élèves de terminale anglophone seulement;
- La Certification Voltaire, examen évaluant la maîtrise de l'orthographe française, à tous les élèves du lycée.
- le diplôme de langue allemande (DSD)

Le collège prépare au :
- PET (Preliminary English Test) ;
- KET (Key English Test) ;
- Projet Voltaire;
- diplôme de langue allemande (DSD);
- DELE (Diplomas de Español como Lengua Extranjera).

### Classement du lycée
En 2018, le lycée se classe 2e sur 45 au niveau départemental quant à la qualité d'enseignement, et 166e au niveau national. Le classement s'établit sur trois critères : le taux de réussite au bac, la proportion d'élèves de première qui obtient le baccalauréat en ayant fait les deux dernières années de leur scolarité dans l'établissement, et la valeur ajoutée (calculée à partir de l'origine sociale des élèves, de leur âge et de leurs résultats au diplôme national du brevet).

## Anciens élèves
- Paul Bigot (1870-1942), architecte, membre de l'Académie des beaux-arts
- Georges Lanfry (1884-1969), entrepreneur, président de la Fédération française du bâtiment (FFB) de 1945 à 1950
- Michel Frechon (1892-1974), artiste peintre
- Robert Bréard (1894-1973), compositeur et musicien
- Jean Derode (en) (1897-1918), capitaine aviateur, as de la Première Guerre mondiale
- Emmanuel Bondeville (1898-1987), compositeur, secrétaire perpétuel de l'Académie des Beaux-Arts
- Robert Lecourt (1908 - 2004), homme politique français ; président de la Cour de justice des Communautés européennes à Luxembourg, de 1967 à 1976, membre du Conseil Constitutionnel 1979-1989)
- Père Raymond Pichard (1913 - 1992), prêtre dominicain, fondateur en 1949 de l'émission Le Jour du Seigneur
- Jean Lecanuet (1920 - 1993), candidat MRP à l'élection présidentielle de 1965, maire de Rouen de 1968 à 1993, garde des Sceaux, président du conseil général de la Seine-Maritime
- Paul Caron, (1921 - 2012), maire de Saint-Nicolas-d'Aliermont de 1960 à 1989, sénateur UDF de la Seine-Maritime de 1973 à 1977 et de 1986 à 1995
- Bernard Restout (1923 - 2015), ancien dirigeant de la Fédération française de boxe et ancien maire de Saint-Germain-Village (Eure)
- Louis Châtellier (1935 - 2016), historien
- Bruno de Dieuleveult (1942-2014), dessinateur de bandes dessinées
- Patrick Herr (né en 1945), homme politique français, président de l'association Armada de Rouen
- Philippe Porée-Kurrer (né en 1954), romancier normand
- François Hollande (né en 1954), premier secrétaire du Parti socialiste (1997-2008), 24e président de la République française (2012-2017)
- Dominique Laboubée (1957-2002), musicien, auteur, compositeur, fondateur du groupe Dogs
- Mgr Pascal Wintzer (né en 1959), archevêque de Poitiers de 2012 à 2024, archevêque de Sens-Auxerre depuis 2024
- Christophe Profit (né en 1961), alpiniste français
- Philippe Delamare (né en 1963), navigateur français
- Hugues Protat, prestidigitateur
- Mgr Alexandre Joly, (né en 1971), évêque de Troyes
- Emmanuel Daucé (né en 1975), producteur de séries télévisées
- Tony Parker (né en 1982), joueur de basket-ball
- Nicolas Besch (né en 1984), international français de hockey sur glace, actuellement aux Boxers de Bordeaux
- Amaury de Crayencour (né en 1984), acteur français (cinéma, théâtre, télévision)
- Matthieu Tordeur (né en 1991), aventurier, conférencier, auteur et réalisateur, membre de la Société des explorateurs français.

## Figures du pensionnat
- Le frère Lucard, (Jean-Baptiste Larronde), (1821-1895), 3e et dernier directeur de l'école normale publique, rue Saint-Lo de 1867 à 1880, initiateur en 1868 de la souscription pour l'édification de la fontaine Jean-Baptiste-de-La Salle à Rouen et fondateur du pensionnat en 1874.
- Le frère Ambroisin, (Ambroise Bournot), (1836-1903), premier frère directeur, originaire du pensionnat de Passy.
- Le chanoine Victor Levée (1851-1918), aumônier du Pensionnat de 1886 à 1918.
- Le frère Thomas, (Jean-Baptiste Pichon), (1840-1925), frère directeur de 1887 à 1904, le bâtisseur (chapelle et aile Sud).
- Le frère Aucte, (Armand Le Lièvre), (1845-1929), chef de division.
- Edward Montier, (1870-1954), professeur, écrivain et poète, président des Philippins de Rouen. Fondateur des cadets Normands, membre du Sillon.
- Le frère Adolphe-Joseph (Charles Collier), (1872-1940), directeur de 1904 à 1926, originaire du pensionnat Saint-Pierre de Dreux. Contraint à la sécularisation, il dirige le pensionnat pendant les heures sombres de l'exil des frères et de la Première Guerre mondiale.
- Le chanoine Louis-Émile Lemire, (1868-1940), aumônier du Pensionnat, professeur de lettres, auteur de :
  - 1418-1918. 5e centenaire du siège soutenu contre les Anglais par la ville de Rouen du 29 juillet 1418 au 19 janvier 1419, Rouen, Éditions de la Vicomté, 1918.
  - Apologétique. Cours préparatoire au brevet d'instruction religieuse. Brevet supérieur, Luçon, impr. S. Pacteau ; Tours, Marcel Cattier, éditeur, 1926.
  - La Chapelle expiatoire du Vieux Marché et l'histoire des monuments élevés par la ville de Rouen en l'honneur de Jeanne d'Arc, Rouen, Defontaine, 1920.
  - Le Procès de Jeanne d'Arc au jour le jour[48], Rouen, Éditions de la Vicomté, 1931.
- Le frère Alfred-Valentin (George Blanpain), (1879-1942), frère directeur de 1926 à 1938, mathématicien et astronome, il est l’auteur de
  - L'Astronomie à Rouen au XVIIIe siècle. Rouen, Librairie Léon Gy, 1911.
- Le frère Albert-Valentin, (Louis Leter), (1879-1970), enseignant, frère directeur par intérim lors de la débâcle de 1940, auteur de :
  - Armand Le Lièvre, frère Aucte des écoles chrétiennes, 1845-1929, Rouen, Imprimerie commerciale du Journal de Rouen, 1931 ;
  - Frère Léon de Jésus de l'institut des Frères des écoles chrétiennes. Procure générale, 1933 ;
  - Un communiant. Emile Boulogne, 1907-1929. Imprimerie de Floch, 1932 ;
  - Un vrai fils de Saint-Jean Baptiste de La Salle : frère Adolphe-Joseph, Charles Collier, des écoles chrétiennes 1872-1940, Imprimerie  de Firmin-Didot, 1942 ;
  - Sous le signe de l'Étoile. Un maître : frère Adolphe-Joseph (Charles Collier), deux disciples : frère Alfred-Valentin (Georges Blanpain), frère Aurin-Edouard (Marcel Hallot). Imprimerie de Firmin-Didot, 1947 ;
  - Les Frères des écoles chrétiennes à Dreux. Le Film du centenaire, 1848-1948, Firmin-Didot, 1948 ;
  - Édition Critique des Règles de La Bienséance et de la Civilité Chrétienne de Jean-Baptiste de La Salle, Paris, Éditions Ligel, 1956 ;
  - Georges Rigault (1885-1956), un historien, disciple de Georges Goyau, Rouen, 1959.
- Le frère Aubert-Joseh (André Doray), (1906-1993), ancien élève et enseignant, frère directeur de 1938 à 1943, auteur de :
  - Le monument de Jean-Baptiste de La Salle à Rouen, 1950.
- Le chanoine Artus, aumônier de 1945 à 1951.
- Le frère Augustin-Jean, (Sylvain Morel), (1905-1992), ancien élève et enseignant, frère directeur de 1943 à 1949 puis de 1967 à 1970, auteur de :
  - Cher frère Albert-Valentin: Louis Leter, 1879-1970, Rouen, 1971.
- Le frère Augustin-Charles, (Marcel Maquaire), (1908-1963), enseignant, frère directeur de 1949 à 1963.
- Le frère Paul, (Paul Berger), (1918-2001), professeur de mathématiques, frère directeur du collège Bellefonds de 1962 à 1963, puis du pensionnat de 1963 à 1967.
- Le frère Clair-Dominique, (Raymond Jalais), (1912-1999), frère directeur de 1970 à 1973.
- Le frère Bruno-Pierre, (Pierre Papon), (1911-1996), ancien élève et enseignant.
  - Un poète rouennais contemporain de Corneille Pierre Marbeuf. Etude biographique et analytique. Rouen, 1946.
- Le frère Bernardin-Pierre, (Pierre Cornu), (1914-2002), ancien élève, professeur d'allemand, chef de division de 1940 à 1968.
- Le frère Autbert de Jésus, (Félix Foucher), (1922-2018), professeur, directeur du Pensionnat Saint-Pierre de Dreux entre 1960 et 1968, chef de division de 1968 à 1985.
- Le frère Divitien-Bernard (Joachim Mérian), (1924-2021), enseignant, Assistant des missions françaises à la Maison généralice des frères à Rome entre 1967 et 1976, Directeur de la Maison de La Salle à Paris, rue de Sèvres, entre 1989 et 1997, Directeur de la communauté du Pensionnat de Rouen entre 2000 et 2006.

## Sources
- Joseph Chantrel, Le Monument du Vénérable Jean-Baptiste de La Salle à Rouen (Fête du 2 juin 1875), Imprimerie Victor Goupy, 5, rue Garancière, Paris, 1875.
- Abbé Jacques Monsabré, Panégyrique du bienheureux J.-B. de La Salle, Fondateur de l'institut des Frères des écoles chrétiennes, prononcé à l'Église primatiale de Rouen le 14 juin 1888, Librairie Cagniard, Rouen, 1888.
- Abbé Julien Loth, Panégyrique du bienheureux Jean-Baptiste de La Salle, prononcé le lundi 11 juin 1888, dans la chapelle du Pensionnat J.-B. de La Salle, à Rouen, où sont conservées ses reliques, Imprimerie Mégard et Cie, Rouen, 1888.
- Ouvrage collectif, Les reliques de St Jean-Baptiste de La Salle, leur transfert à Lembecq-lez-hal, Institut des Frères des écoles chrétiennes, Circulaires instructives et administratives no 144, Paris, 7 octobre 1906.
- Ouvrage collectif, Fêtes du Vingt-Cinquième Anniversaire, 29-30 mars 1913, Imprimerie Paul Leprêtre, 39, rue aux Ours, Rouen, 1913.
- S.S.B.M., L’Hôpital Auxiliaire no 1 et son annexe pendant la guerre, Rouen, (20 août 1914 - 3 février 1919), Imprimerie Lecerf Fils, Rouen, 1920.
- Ouvrage collectif, Noces d'or du Pensionnat Jean-Baptiste de La Salle à Rouen (25 - 26 avril 1925), Imprimerie Lecerf Fils, Rouen, 1925.
- Ouvrage collectif, Livre d'or du Pensionnat J.B.de La Salle de Rouen, à la glorieuse mémoire des professeurs, anciens professeurs, et anciens élèves du pensionnat, morts pour la France 1914-1918, Imprimerie Lecerf Fils, Rouen, 1925.
- Ouvrage collectif, Sous le signe de Saint Jean-Baptiste de La Salle, Hommage à Monsieur Charles Collier, Imprimerie Lecerf Fils, Rouen, 1927.
- Louis Leter, Armand Le Lièvre, frère Aucte des écoles Chrétiennes 1845-1929 : Un vétéran de l'enseignement libre catholique, Rouen, Imprimerie Commerciale du Journal de Rouen, 12 novembre 1931, 222 p.
- Georges Rigault, Histoire générale de l'institut des Frères des écoles chrétiennes : L'ère du frère Philippe - Le généralat du frère Anaclet, l'institut en France au temps du frère Philippe, t. V, Paris, Librairie Plon, 1945, 592 p., p. 245 à 246, 364 à 365, 508 à 512
- Georges Rigault, Histoire générale de l'institut des Frères des écoles Chrétiennes : La fin du XIXe siècle - Travaux et luttes des lasalliens en France, t. VII, Paris, Librairie Plon, mars 1949, 547 p., p. 345 à 347, 478 à 479, 487 à 488
- E. Étienne-Bellivière, Chroniques pour mes amis, Librairie Allain, Elbeuf, 1950.
- Petit guide du Pèlerin lasallien, Procure Générale, 78, rue de Sèvres, Paris - 7e, 26 janvier 1951
- Gabriel Le Bras, Les Ordres religieux actifs : la vie et l'art, t. 2, France, Flammarion, 1980, 787 p. (ISBN 2-08-010029-7)
- Louis Leter, Frère Adolphe-Joseph (Charles Collier) : Un vrai fils de Saint Jean-Baptiste de La Salle, Evreux, impr. de Firmin-Didot, mai 1942
- Robert Eude, « Les séminaires et les établissements libres d'enseignement », Études normandes, no 65,‎ 1956
- Robert Eude, « Les congrégations religieuses », Études normandes, no 71,‎ 1957
- Chanoine Louis Prévost, Histoire de la paroisse et des curés de saint-Maclou : depuis la Fondation jusqu'à nos jours (1219-1966), Rouen, Éditions Maugard,, 1970, 137 p.
- Bruno Mellet (FEC), « Rouen, Histoire tourmentée mais féconde », La Salle liens international, no 79,‎ mars 2012
- Jérôme Decoux, Claire Étienne, Marie-Noëlle Médaille, Michelle Moyne et Emmanuelle Real, De l'école normale au pôle régional des savoirs, Rouen, Région Haute-Normandie, Rouen, coll. « Patrimoine & territoire », 2011, 100 p. (ISBN 978-2-9536957-5-5)